# ناتیک (ماساچوست)
ناتیک (به انگلیسی: Natick)، شهرکی در شهرستان میدلسکس، ایالت ماساچوست می‌باشد که در سال ۱۷۸۱ بنیان‌گذاری شده‌است. این شهرک در سرشماری سال ۲۰۱۰ میلادی، ۳۳٬۰۰۶ نفر جمعیت داشته‌است.